# Euphorbia angrae
Euphorbia angrae es una especie de fanerógama perteneciente a la familia Euphorbiaceae.

## Distribución y hábitat
Es endémica de Namibia. Su hábitat natural son los desiertos fríos.
La especie es susceptible de producirse a lo largo de la costa de Lüderitz a Oranjemund. La minería es probable que haya afectado a una subpoblación (en las minas Escorpión), pero esto no afecta a las otras subpoblaciones y la especie se cree que actualmente se mantiene estable.

## Taxonomía
Euphorbia angrae fue descrito por Nicholas Edward Brown y publicado en Flora Capensis 5(2): 279. 1915.
Etimología
Euphorbia: nombre genérico que deriva del médico griego del rey Juba II de Mauritania (52 a 50 a. C. - 23), Euphorbus, en su honor – o en alusión a su gran vientre – ya que usaba médicamente Euphorbia resinifera. En 1753 Carlos Linneo asignó el nombre a todo el género.
angrae: epíteto
sinonimia
- Tirucallia angrae (N.E.Br.) P.V.Heath[5][6][7]